# Núi Quyết
Núi Quyết ( núi Cao Đăng Quyết ) có diện tích 56 ha, nằm trong quần thể Lâm viên Núi Quyết có diện tích 160 ha, thuộc địa bàn phường Trung Đô, Thành phố Vinh, Nghệ An. Từ xa xưa Núi Quyết đã được đánh giá là có thế Long, Ly, Quy, Phượng, nơi đây được Quang Trung chọn là nơi đóng đô gọi là Phượng Hoàng Trung Đô.

## Địa hình
Từ chân núi Quyết du khách có thể xuống thuyền xuôi theo dòng sông Lam đến rừng chàm chim Hưng Hoà, đi tiếp là Cửa Hội, bãi tắm Cửa Lò, hoặc đi ngược dòng Lam đến các thắng cảnh nổi tiếng đậm sắc văn hoá của miền tây xứ Nghệ.
Qua cầu Bến Thủy là khu du tích Nguyễn Du. Đứng trên đỉnh quan sát về phía nam, sông Lam như một dải lụa đào ôm ấp chân núi, kề cận là dãy Núi Hồng sừng sững, phía Đông xa xa thấp thoáng những hòn Ngư, hòn Mắt, phía Bắc là toàn cảnh thành phố Vinh và những cánh đồng bạt ngàn màu xanh ở phía Tây.

## Danh lam, thắng cảnh
- Đền thờ vua Quang Trung.
- Ngã ba Bến Thủy
- Phượng Hoàng Trung Đô
- Nhà máy điện Vinh